# هندباء قزمة
سديس أو هِنْدَباء قَزِمَة أو مَقْد أو عِلْت أو خُرْويع (الاسم العلمي: Cichorium pumilum)، نوع من نباتات منطقة البحر الأبيض المتوسط من قبيلة الهندباوية وفصيلة النجمية. هي كغيرها من أنواع الهندباء، أوراقها صالحة للأكل البشري، ذات زهور رأسية بنفسجية ضاربة إلى الزرقة وجِنْثات لحمية.